# Подгать
Подгать (укр. Підгать) — село в Мостисской городской общине Яворовского района Львовской области Украины.
Население по переписи 2001 года составляло 588 человек. Занимает площадь 0,942 км². Почтовый индекс — 81301. Телефонный код — 3234.